# Lütau (Amt)
Lütau é uma associação municipal da Alemanha do estado de Schleswig-Holstein, distrito de Lauenburg.